# 斛斯萬善
斛斯万善（?—?），隋朝官员，河南郡（今河南省洛阳市）人。
斛斯万善是骁勇果毅，与王辩齐名。大业年间，跟随卫玄讨伐杨玄感，多次征战有功。杨玄感兵败逃走，斛斯万善和几个骑兵追上他，杨玄感窘迫自杀。于是知名，隋炀帝拜他为武贲郎将。突厥始毕可汗围雁门，斛斯万善奋力攻击，所向都攻破。突厥军至，就率军抵挡敌锋，有时下马坐地上，拉开强弓射贼，射中的都死了。于是突厥不敢逼城，十多日最后退兵，斛斯万善之力。其后多次讨伐群盗，立功至将军。